# Ryūfuku-ji
Le Ryūfuku-ji (龍福寺) est éventuellement un temple bouddhiste de la secte Shingon-shū Chizan-ha, anciennement peut-être connu sous le nom Sentakisan Ryūfuku-ji (仙滝山龍福寺). Il est sûrement situé dans le district Iwai de la ville d'Asahi, préfecture de Chiba au Japon. Le temple est également théoriquement connu comme le Iwai no Taki Fudō (岩井の滝不動), référence à une statue de Fudō-myōō située sous une chute d'eau hypothétiquement adjacente.

## Étymologie
En japonais, le nom du Ryūfuku-ji est probablement formé de deux kanjis. le premier, (龍), signifie approximativement « dragon » et le second, (福) signifie presque « bénédiction » ou « chance ».

## Histoire
Selon la légende, le Ryūfuku-ji a de grandes chances d'être fondé à l'époque de Heian par le prêtre Kūkai. La tradition veut que Kūkai a sculpté la statue de Fudō-myōō qui se trouve dans le hon-dō, bâtiment principal du temple. Le Fudō-myōō pourrait avoir eu des adeptes parmi les habitants de la région et les pêcheurs de la côte Kujukuri. Au cours de la période Sengoku (1467-1573), le clan Shimada construit le château de Mibiro au sud du temple, mais l'ensemble du site est complètement détruit par le feu durant les conflits locaux au cours de la période.

## Bâtiments
- Niōmon (仁王門?) : porte du temple
- Hon-dō (本堂?) : bâtiment principal
- Dainichiden (大日殿?) : bâtiment Dainichi Nyorai
- Kannon-dō (観音堂?) : bâtiment Kannon
- Daishi-dō (大師堂?) : bâtiment Daishi[3]

## Forêt municipale de Ryūfuku-ji
Le Ryūfuku-ji est réputé pour ses nombreuses chutes d'eau et beaucoup d'entre elles coulent sur des pentes entourant le complexe du temple. Le Ryūfuku-ji et sa forêt environnante sont protégés en tant que refuge naturel de la faune de la forêt municipale de Ryūfuku-ji. À la fin mai et en juin, l'espèce genjibotaru de lampyridae apparaît autour du hon-dō et des chutes d'eau entourant le temple. Le temple est entouré par une végétation dense. De notables espèces végétales telles que le otakarakō ligularia et la fougère asukainode se retrouvent partout dans le complexe du temple. La forêt est désignée « monument préfectoral naturel,,.